# The Hollies
The Hollies é uma banda britânica de rock and roll formada no princípio dos anos 1960. Foram contratados pela Parlophone em 1963 como colegas de selo dos Beatles, e lançaram seu primeiro álbum nos Estados Unidos em 1964 durante a primeira leva da Invasão Britânica. Eles são comumente associados a Manchester, pois vários de seus integrantes originais vinham da cidade e de comunidades vizinhas. Em 2010 a banda entrou para o Hall da Fama do Rock and Roll.

## História
O grupo foi criado pelos amigos de infância Allan Clarke, vocalista, e Graham Nash, em meados de 1962. Em seguida juntaram-se Don Rathbone na bateria, Eric Haydock no baixo, e Vic Steele na guitarra-solo. Steele foi rapidamente substituído por Tony Hicks. Em 1963, quando o grupo começou a fazer um certo sucesso, Don Rathbone passou ao posto de "roadie" e foi substituído por Bobby Elliot, considerado por muitos como um dos melhores bateristas ingleses do período do Merseybeat.
Apesar de normalmente não ser lembrada como uma das principais bandas de rock dos anos 1960, os Hollies emplacaram diversos sucessos e se tornaram, ao longo da década, o segundo grupo de maior sucesso da Grã-Bretanha em termos de vendagem de discos, atrás apenas dos Beatles. O grupo se caracterizou por impecáveis trabalhos vocais, duplos ou triplos, com Clarke, Nash e Hicks, o que ainda rende comparações com o trabalho feito anteriormente pelos Everly Brothers. Entre as canções mais populares do conjunto, destacam-se: Long Cool Woman in a Black Dress, Stay, Stop In The Name Of Love, Bus Stop, Look Through Any Window, Sorry Suzanne, Jennifer Eccles, The Air That I Breathe, além da antológica He Ain't Heavy, He's My Brother,  várias delas com versões em português, escritas ou gravadas por diversos artistas da Jovem Guarda.
Em 1967, os Hollies participaram do Festival de Sanremo com a música "Non Prego Per Me", em dupla com o cantor local Mino Reitano, mas, apesar da atitude incomum para os grupos ingleses de rock mais conhecidos da época, a gravação não empolgou os jurados, e a música não passou da primeira fase do concurso.
O conjunto passou por várias mudanças em sua formação, sendo a primeira delas a saída de Haydock, por desconfiar que o grupo não estava recebendo os pagamentos a que tinha direito pelos shows e pela venda de discos. Foi substituído no baixo por Bernie Calvert em 1966.
Em 1968, a canção "King Midas In Reverse", escrita por Nash e gravada com diversos recursos de estúdio que eram usados por grupos como os Beatles e os Beach Boys, não se tornou o sucesso que se esperava, o que fez o grupo voltar à fórmula pop original e lançar Jennifer Eccles com grande sucesso — mas o fiasco desanimou Nash, que vinha tentando impôr um novo estilo ao grupo, sem a respectiva aceitação pelos companheiros. Este fato é apontado pelos críticos de música como a principal causa da saída de Nash do conjunto e sua ida para os Estados Unidos, para integrar o trio Crosby, Stills and Nash. Em seu lugar, entrou Terry Sylvester, que tinha passado antes pelos grupos The Escorts e Swinging Blue Jeans.
No fim de 1971, abatido com a saída do conjunto de seu amigo de infância, Allan Clarke também deixou o conjunto para seguir carreira solo, e foi substituído pelo sueco Mikael Rickfors, então um cantor já popular na Europa. No entanto, apesar de cantar em inglês com facilidade, Rickfors não era fluente na língua, o que lhe rendeu dificuldades (segundo sua própria biografia, de 2002). O grupo mudou de gravadora, passando da Parlophone para a Polydor, e conseguiu um novo sucesso internacional com "The Baby", mas logo em seguida a ex-gravadora lançou a gravação, feita ainda com Clarke no vocal, de "Long Cool Woman", que rapidamente escalou as paradas de sucessos. A conjunção dos fatores fez com Clarke reassumisse o microfone dos Hollies em 1973, onde ficou até 2002.
Apesar das diversas mudanças na formação, o grupo continuou a gravar e a fazer concertos durante os anos 1970 e 1980. O Hollies ainda apresenta-se esporadicamente, com apenas dois de seus integrantes originais.
Em Março de 2010 os integrantes dos Hollies Allan Clarke, Graham Nash, Tony Hicks, Bobby Elliot, Erick Haydock, Bernie Calvert e Terry Sylvester entraram para o Rock and Roll Hall of fame.

## Integrantes
- Allan Clarke - guitarra e vocal (1962-1971; 1973-1978; 1978-2000)
- Tony Hicks - guitarra e vocal (desde 1963)
- Graham Nash - guitarra e vocal (1962-1968; 1981; 1982; 1983)
- Don Rathbone - bateria (1962-1963; tornou-se o empresário)
- Vic Steele - guitarra e vocal (1962-1963)
- Bobby Elliott - bateria (desde 1963)
- Eric Haydock - baixo (1963-1966; 1981)
- Bernie Calvert - baixo (1966-1981)
- Terry Sylvester - vocal e guitarra (1969-1981)
- Mikael Rickfors - vocal, guitarra, teclado e baixo (1971-1973)
- John Miles - guitarra e vocal (convidado em 1981)
- Alan Coates - vocal e guitarra (1981-2004)
- Dennis Haines - teclado (1983-1989)
- Steve Stroud - baixo (1982-1985; 1990; 1996)
- Ray Stiles - baixo, vocal (desde 1986)
- Ian Parker - teclado (desde 1990)
- Carl Wayne - vocal (2000-2004)
- Peter Howarth - vocal (desde 2004)
- Steve Lauri - vocal e guitarra (desde 2004)
- Jamie Moses - guitarra e vocal (1983, durante turnês e em algumas gravações como convidado)
- Dave Carey - teclado (1990)
- Paul Bliss - teclado (1978; 1982-1983)
- Pete Wingfield - teclado (1976-1981)
- Peter Arnesen - teclado (1978; 1982-1983)
- Brian Chatton - teclado (1981-1982)
- Ian Harrison - vocal (2003-2004)
- Dougie Wright - bateria (1967)

## Discografia
incompleta
1. Stay With The Hollies, 1964
2. In The Hollies Style, 1965
3. The Hollies, 1965
4. Would You Believe, 1966
5. For Certain Because, 1966
6. Would You Believe, 1967
7. Evolution, 1967
8. Butterfly, 1967
9. The Vintage Hollies, 1967 (relançamento em estéreo de In The Hollies Style)
10. Stay With The Hollies, 1968 (relançamento em estéreo)
11. The Hollies' Greatest, 1968 (coletânea)
12. The Hollies Sing Dylan, 1969
13. Hollies Sing Hollies, 1969
14. Reflection, 1969 (relançamento em estéreo de "The Hollies 1965")
15. Confessions Of The Mind, 1970
16. Distant Light, 1971
17. Romany [[1972)
18. Out On The Road 1973
19. Hollies (Eyes) 1974
20. Another Night 1975
21. Write On 1976
22. Russain Roulette 1976
23. Hollies Live 1977
24. A Crazy Steal 1978
25. The Other Side Of The Hollies (B' sides) 1978
26. Five Three One Double Seven O Four 1979
27. Buddy Holly 1980
28. What Goes Aaround 1983
29. The Hollies 1985 Coletânea com algumas músicas inéditas
30. The EP Collection 1987